# Сергій I (герцог Амальфійський)
Сергій I (†966) — герцог Амальфійський (958—966).
Мешканець Амальфі з роду Муско Коміте у 958 убив першого герцога Амальфійського Мастала II та узурпував герцогський престол, після чого негайно призначив свого сина Мансо співправителем.
Сергій також мав синів Іоанна, Адемара, Лева та Адельфера.